# Pinamar (Buenos Aires)
Pinamar is een plaats in het Argentijnse bestuurlijke gebied Pinamar in de provincie Buenos Aires. De plaats telt 20.175 inwoners.